# Sony Ericsson Open 2008
Sony Ericsson Open 2008 byl tenisový turnaj na profesionálním okruhu mužů ATP Tour a žen WTA Tour, hraný v Tenisovém centru Crandon Parku na dvorcích s tvrdým povrchem Laykold. Dvacátý čtvrtý ročník Miami Masters probíhal mezi 19. březnem a 6. dubnem 2008 ve floridském ostrovním městě Key Biscayne.
Mužská polovina dotovaná 3 770 00 dolarů se řadila do kategorie ATP Masters Series. Ženská část s totožným rozpočtem patřila do kategorie Tier I. Nejvýše nasazenými singlisty se staly světové jedničky, Švýcar Roger Federer a Belgičanka Justine Heninová. Jako poslední přímí účastníci do dvouher nastoupili německý 78. hráč žebříčku Rainer Schüttler a 82. žena klasifikace Jelena Lichovcevová z Ruska.
Dvanáctý singlový titul na okruhu ATP Tour vybojoval 26letý Rus Nikolaj Davyděnko, jenž podruhé triumfoval v sérii Masters. Jubilejní třicátou trofej z dvouhry okruhu WTA Tour získala americká obhájkyně Serena Williamsová. Miamský turnaj ovládla popáté, čímž vyrovnala rekord Steffi Grafové. V mužské čtyřhře titul obhájili američtí bratři Bob a Mike Bryanovi. Deblové světové jedničky společně získaly čtyřicátou pátou trofej a jedenáctou na Mastersech. Ženský debl ovládly Slovinka Katarina Srebotniková s Japonkou Ai Sugijamovou.

## Rozdělení bodů a finančních odměn

### Rozdělení bodů
| Soutěž       | Soutěž      | vítězové | finalisté | semifinalisté | čtvrtfinalisté | 16 v kole | 32 v kole | 64 v kole | 96 v kole | Q  | Q2 | Q1 |
| ------------ | ----------- | -------- | --------- | ------------- | -------------- | --------- | --------- | --------- | --------- | -- | -- | -- |
| dvouhra mužů | [ 1 ] [ 7 ] | 500      | 350       | 225           | 125            | 75        | 35        | 20        | 5         | 5  | 3  | 0  |
| dvouhra žen  | [ 2 ]       | 500      | 350       | 225           | 125            | 70        | 45        | 30        | 1         | 20 | 10 | 1  |
| čtyřhra mužů | [ 8 ]       | 500      | 350       | 225           | 125            | 75        | 0         | —         | —         | —  | —  | —  |
| čtyřhra žen  | [ 2 ]       | 500      | 350       | 225           | 125            | 70        | 1         | —         | —         | —  | —  | —  |

### Finanční odměny
| Soutěž                                  | Soutěž            | vítězové  | finalisté | semifinalisté | čtvrtfinalisté | 16 v kole | 32 v kole | 64 v kole | 96 v kole | Q2      | Q1      |
| --------------------------------------- | ----------------- | --------- | --------- | ------------- | -------------- | --------- | --------- | --------- | --------- | ------- | ------- |
| dvouhry                                 | [ 1 ] [ 7 ] [ 2 ] | 590 000 $ | 295 000 $ | 147 500 $     | 73 500 $       | 38 570 $  | 20 400 $  | 10 580 $  | 5 080 $   | 2 000 $ | 1 000 $ |
| čtyřhry                                 | [ 8 ] [ 2 ]       | 205 000 $ | 116 000 $ | 53 750 $      | 22 500 $       | 12 000 $  | 3 500 $   | —         | —         | —       | —       |
| částky ve čtyřhrách jsou uvedeny na pár |                   |           |           |               |                |           |           |           |           |         |         |

## Mužská dvouhra

### Nasazení
| Stát                           | Hráč                  | ATP | Nasazení |
| ------------------------------ | --------------------- | --- | -------- |
| Švýcarsko                      | Roger Federer         | 1.  | 1.       |
| Španělsko                      | Rafael Nadal          | 2.  | 2.       |
| Srbsko                         | Novak Djoković        | 3.  | 3.       |
| Rusko                          | Nikolaj Davyděnko     | 4.  | 4.       |
| Španělsko                      | David Ferrer          | 5.  | 5.       |
| USA                            | Andy Roddick          | 6.  | 6.       |
| Argentina                      | David Nalbandian      | 7.  | 7.       |
| Francie                        | Richard Gasquet       | 8.  | 8.       |
| USA                            | James Blake           | 9.  | 9.       |
| Česko                          | Tomáš Berdych         | 10. | 10.      |
| Rusko                          | Michail Južnyj        | 11. | 11.      |
| Francie                        | Jo-Wilfried Tsonga    | 12. | 12.      |
| Spojené království             | Andy Murray           | 13. | 13.      |
| Španělsko                      | Tommy Robredo         | 14. | 14.      |
| Argentina                      | Guillermo Cañas       | 15. | 15.      |
| Francie                        | Paul-Henri Mathieu    | 16. | 16.      |
| Chile                          | Fernando González     | 18. | 17.      |
| Argentina                      | Juan Mónaco           | 19. | 18.      |
| Chorvatsko                     | Ivo Karlović          | 20. | 19.      |
| Španělsko                      | Carlos Moyà           | 21. | 20.      |
| Austrálie                      | Lleyton Hewitt        | 22. | 21.      |
| Španělsko                      | Juan Carlos Ferrero   | 23. | 22.      |
| Chorvatsko                     | Ivan Ljubičić         | 24. | 23.      |
| Španělsko                      | Nicolás Almagro       | 25. | 24.      |
| Finsko                         | Jarkko Nieminen       | 26. | 25.      |
| Německo                        | Philipp Kohlschreiber | 27. | 26.      |
| Česko                          | Radek Štěpánek        | 28. | 27.      |
| Švýcarsko                      | Stanislas Wawrinka    | 29. | 28.      |
| Španělsko                      | Fernando Verdasco     | 30. | 29.      |
| Argentina                      | Juan Ignacio Chela    | 31. | 30.      |
| Rusko                          | Igor Andrejev         | 32. | 31.      |
| Španělsko                      | Feliciano López       | 33. | 32.      |
| Žebříček ATP k 17. březnu 2008 |                       |     |          |

## Mužská čtyřhra

### Nasazení
| Stát                                                                                    | Hráč           | Stát     | Hráč           | ATP | Nasazení |
| --------------------------------------------------------------------------------------- | -------------- | -------- | -------------- | --- | -------- |
| USA                                                                                     | Bob Bryan      | USA      | Mike Bryan     | 2.  | 1.       |
| Kanada                                                                                  | Daniel Nestor  | Srbsko   | Nenad Zimonjić | 9.  | 2.       |
| Izrael                                                                                  | Jonatan Erlich | Izrael   | Andy Ram       | 14. | 3.       |
| Indie                                                                                   | Maheš Bhúpatí  | Bahamy   | Mark Knowles   | 17. | 4.       |
| Švédsko                                                                                 | Simon Aspelin  | Rakousko | Julian Knowle  | 19. | 5.       |
| Česko                                                                                   | Martin Damm    | Česko    | Pavel Vízner   | 22. | 6.       |
| Francie                                                                                 | Arnaud Clément | Francie  | Michaël Llodra | 23. | 7.       |
| Austrálie                                                                               | Paul Hanley    | Indie    | Leander Paes   | 35. | 8.       |
| Žebříček ATP k 17. březnu 2008; číslo je součtem žebříčkového postavení obou členů páru |                |          |                |     |          |

## Ženská dvouhra

### Nasazení
| Stát                           | Hráčka                        | WTA | Nasazení |
| ------------------------------ | ----------------------------- | --- | -------- |
| Belgie                         | Justine Heninová              | 1.  | 1.       |
| Srbsko                         | Ana Ivanovićová               | 2.  | 2.       |
| Rusko                          | Světlana Kuzněcovová          | 3.  | 3.       |
| Srbsko                         | Jelena Jankovićová            | 4.  | 4.       |
| Rusko                          | Anna Čakvetadzeová            | 6.  | 5.       |
| USA                            | Venus Williamsová             | 7.  | 6.       |
| Slovensko                      | Daniela Hantuchová            | 8.  | 7.       |
| USA                            | Serena Williamsová            | 9.  | 8.       |
| Francie                        | Marion Bartoliová             | 10. | 9.       |
| Rusko                          | Jelena Dementěvová            | 11. | 10.      |
| Švýcarsko                      | Patty Schnyderová             | 12. | 11.      |
| Česko                          | Nicole Vaidišová              | 14. | 12.      |
| Rusko                          | Dinara Safinová               | 15. | 13.      |
| Rusko                          | Naděžda Petrovová             | 16. | 14.      |
| Maďarsko                       | Ágnes Szávayová               | 17. | 15.      |
| Izrael                         | Šachar Pe'erová               | 18. | 16.      |
| Polsko                         | Agnieszka Radwańská           | 19. | 17.      |
| Rakousko                       | Sybille Bammerová             | 20. | 18.      |
| Rusko                          | Věra Zvonarevová              | 21. | 19.      |
| Itálie                         | Francesca Schiavoneová        | 22. | 20.      |
| Ukrajina                       | Aljona Bondarenková           | 24. | 21.      |
| Slovinsko                      | Katarina Srebotniková         | 25. | 22.      |
| Francie                        | Virginie Razzanová            | 26. | 23.      |
| Francie                        | Amélie Mauresmová             | 27. | 24.      |
| Bělorusko                      | Viktoria Azarenková           | 28. | 25.      |
| Rusko                          | Maria Kirilenková             | 29. | 26.      |
| Itálie                         | Flavia Pennettaová            | 30. | 27.      |
| Španělsko                      | Anabel Medinaová Garriguesová | 31. | 28.      |
| Indie                          | Sania Mirzaová                | 32. | 29.      |
| Nizozemsko                     | Michaëlla Krajiceková         | 33. | 30.      |
| Itálie                         | Karin Knappová                | 35. | 31.      |
| USA                            | Lindsay Davenportová          | 36. | 32.      |
| Žebříček WTA k 17. březnu 2008 |                               |     |          |

## Ženská čtyřhra

### Nasazení
| Stát                                                                                     | Hráčka                | Stát             | Hráčka                | WTA | Nasazení |
| ---------------------------------------------------------------------------------------- | --------------------- | ---------------- | --------------------- | --- | -------- |
| Zimbabwe                                                                                 | Cara Blacková         | USA              | Liezel Huberová       | 2.  | 1.       |
| Slovinsko                                                                                | Katarina Srebotniková | Japonsko         | Ai Sugijamová         | 7.  | 2.       |
| Česko                                                                                    | Květa Peschkeová      | Austrálie        | Rennae Stubbsová      | 12. | 3.       |
| Čínská Tchaj-pej                                                                         | Čan Jung-žan          | Čínská Tchaj-pej | Čuang Ťia-žung        | 19. | 4.       |
| Čína                                                                                     | Jen C’                | Čína             | Čeng Ťie              | 31. | 5.       |
| Ukrajina                                                                                 | Aljona Bondarenková   | Ukrajina         | Kateryna Bondarenková | 33. | 6.       |
| Bělorusko                                                                                | Viktoria Azarenková   | Izrael           | Šachar Pe'erová       | 39. | 7.       |
| Rusko                                                                                    | Jelena Lichovcevová   | USA              | Lisa Raymondová       | 41. | 8.       |
| Žebříček WTA k 17. březnu 2008; číslo je součtem žebříčkového postavení obou členek páru |                       |                  |                       |     |          |

## Přehled finále

### Mužská dvouhra
- Nikolaj Davyděnko vs.  Rafael Nadal, 6–4, 6–2

### Ženská dvouhra
- Serena Williamsová vs.  Jelena Jankovićová, 6–1, 5–7, 6–3

### Mužská čtyřhra
- Bob Bryan /  Mike Bryan vs.  Maheš Bhúpatí /  Mark Knowles, 6–2, 6–2

### Ženská čtyřhra
- Katarina Srebotniková /  Ai Sugijamová vs.  Cara Blacková /  Liezel Huberová, 7–5, 4–6, [10–3]